# Petrans Jaya
Petrans Jaya is een bestuurslaag in het regentschap Musi Rawas van de provincie Zuid-Sumatra, Indonesië. Petrans Jaya telt 1344 inwoners (volkstelling 2010).